# Rabrani
Rabrani su naseljeno mjesto u općini Neum, Federacija BiH, BiH.

## Stanovništvo

### 1991.
Nacionalni sastav stanovništva 1991. godine, bio je sljedeći:
ukupno: 111
- Muslimani - 72
- Hrvati - 39

### 2013.
Nacionalni sastav stanovništva 2013. godine, bio je sljedeći:
ukupno: 46
- Bošnjaci - 27
- Hrvati - 19

## Vanjske poveznice
- Satelitska snimka  Arhivirana inačica izvorne stranice od 26. rujna 2011. (Wayback Machine)